# Tarikolot (Pancalang)
Tarikolot is een bestuurslaag in het regentschap Kuningan van de provincie West-Java, Indonesië. Tarikolot telt 1273 inwoners (volkstelling 2010).